# VdB 53
vdB 53 est une nébuleuse par réflexion visible dans la constellation d'Orion.
Elle est située dans la partie sud de la constellation, à environ 1°45' à l'ouest de Saiph (κ Orionis), la moins lumineuse des quatre étoiles qui délimitent la constellation d'Orion. Il s'agit d'un mince filament nébuleux, situé sur le bord ouest de la grande nébuleuse obscure LDN 1647. L'étoile responsable de son éclairage est connue sous le nom de BD-10 1261, dont la classe spectrale n'a jamais été détectée, et dont la parallaxe mesurée de 2,41 mas implique une distance d'environ 415 pc (∼1 350 al). La nébuleuse LDN 1647, dans la direction de laquelle se trouve vdB 53, est considérée comme l'extrémité sud-ouest du nuage Orion A, le même nuage qui comprend également la nébuleuse d'Orion et de nombreux autres nuages, l'un des sites de formation d'étoiles les mieux observés dans le ciel.